# Elton Troncoso
Elton Flavio Troncoso Salazar (Temuco, Región de La Araucanía, Chile, 16 de abril de 1976) es un exfutbolista y profesor de educación física chileno. Jugaba de delantero. 

## Clubes
| Club                | País  | Año       |
| ------------------- | ----- | --------- |
| Deportes Temuco     | Chile | 1996-1997 |
| Iberia              | Chile | 1998      |
| Deportes Talcahuano | Chile | 1999-2002 |
| Deportes Temuco     | Chile | 2003      |
| Santiago Wanderers  | Chile | 2003      |
| Unión Española      | Chile | 2004      |
| Everton             | Chile | 2005      |
| Deportes Temuco     | Chile | 2005-2006 |
| Cobresal            | Chile | 2006      |
| Deportes Temuco     | Chile | 2007      |
| Naval               | Chile | 2010      |

## Palmarés

### Distinciones individuales
| Distinción                              | Año  |
| --------------------------------------- | ---- |
| Jugador del año de la Primera B Chilena | 2002 |

- Datos: Q97014564